# Gyöngyösi utca (métro de Budapest)
Pour les articles homonymes, voir Gyöngyösi.
Gyöngyösi utca est une station du métro de Budapest. Elle est sur la  .